# Liste der Bodendenkmäler in Peißenberg
Auf dieser Seite sind die Bodendenkmäler in dem oberbayerischen Markt Peißenberg zusammengestellt. Diese Tabelle ist eine Teilliste der Liste der Bodendenkmäler in Bayern. Grundlage ist die Bayerische Denkmalliste, die auf Basis des Bayerischen Denkmalschutzgesetzes vom 1. Oktober 1973 erstmals erstellt wurde und seither durch das Bayerische Landesamt für Denkmalpflege geführt wird. Die folgenden Angaben ersetzen nicht die rechtsverbindliche Auskunft der Denkmalschutzbehörde.

## Bodendenkmäler der Gemeinde

### Bodendenkmäler in der Gemarkung Ammerhöfe
| Lage                 | Objekt | Akten-Nr.     | Bild                                 |
| -------------------- | --- | ------------- | ------------------------------------ |
| Ammerhöfe (Standort) | Burgstall des hohen und späten Mittelalters mit abgegangener Kapelle der frühen Neuzeit (St. Jais). | D-1-8132-0009 |                                      |
| Ammerhöfe (Standort) | Untertägige frühneuzeitliche Befunde im Bereich der Katholischen Kapelle St. Michael am Hohen Peißenberg. | D-1-8132-0135 | Untertägige frühneuzeitliche Befunde |
| Ammerhöfe (Standort) | Burgstall des hohen und späten Mittelalters (castrum Bisinperc) und untertägige mittelalterliche und frühneuzeitliche Befunde im Bereich der ehemalige Burgkapelle St. Georg. Siehe auch: Burgstall Peißenberg, St. Georg (Peißenberg) | D-1-8232-0024 | weitere Bilder                       |

### Bodendenkmäler in der Gemarkung Peißenberg
| Lage                                    | Objekt | Akten-Nr.     | Bild           |
| --------------------------------------- | --- | ------------- | -------------- |
| Peißenberg (Standort)                   | Grabhügel vorgeschichtlicher Zeitstellung. Siehe auch: Hügelgrab | D-1-8132-0004 |                |
| Peißenberg (Standort)                   | Grabhügel vorgeschichtlicher Zeitstellung. | D-1-8132-0005 |                |
| Peißenberg (Standort)                   | Grabhügel mit Bestattungen der Bronzezeit. Siehe auch: Bronzezeit | D-1-8132-0006 |                |
| Peißenberg (Standort)                   | Verebnete Grabhügel vorgeschichtlicher Zeitstellung. | D-1-8132-0008 |                |
| Peißenberg (Standort)                   | Grabhügel vorgeschichtlicher Zeitstellung | D-1-8132-0034 |                |
| Peißenberg (Standort)                   | Straße der römischen Kaiserzeit. Siehe auch: Römische Kaiserzeit | D-1-8132-0046 | weitere Bilder |
| Peißenberg (Standort)                   | Straße der römischen Kaiserzeit. | D-1-8132-0047 |                |
| Peißenberg (Standort)                   | Straße der römischen Kaiserzeit. | D-1-8132-0048 |                |
| Peißenberg Hauptstraße 10/12 (Standort) | Untertägige mittelalterliche und frühneuzeitliche Befunde im Bereich der Katholischen Pfarrkirche St. Johannes d.T. in Peißenberg und ihrer Vorgängerbauten.                             | D-1-8132-0133 | weitere Bilder |
| Peißenberg (Standort)                   | Untertägige frühneuzeitliche Befunde im Bereich der Katholischen Wallfahrtskirche Maria Aich in Peißenberg und ihres Vorgängerbaus. Siehe auch: Wallfahrtskirche Maria Aich (Peißenberg) | D-1-8132-0134 | weitere Bilder |
| Peißenberg (Standort)                   | Grabhügel vorgeschichtlicher Zeitstellung. | D-1-8232-0025 |                |
| Peißenberg (Standort)                   | Aufgelassener Hauptschacht des ehemaligen Pechkohlebergwerks Peißenberg (Zieglmeier-Schachtanlage).                                                                                      | D-1-8232-0050 |                |